# Orfeo Fundacja im. Bogusława Kaczyńskiego
ORFEO Fundacja im. Bogusława Kaczyńskiego – polska fundacja założona w 1991 roku, której celem jest wspieranie i promocja artystów związanych z muzyką operową oraz organizacja wydarzeń i festiwali muzycznych.

## Informacje
Fundacja powstała w 1991 roku. Jej założycielem był Bogusław Kaczyński, polski dziennikarz, publicysta i krytyk muzyczny, popularyzator opery, operetki i muzyki poważnej.
Przewodniczącym Rady Fundacji jest Zbigniew Napierała. Dyrektorem Zarządu jest Anna Habrewicz, członkami Rady Fundacji są Barbara Kaczmarkiewicz i Zbigniew Jakubas.

## Projekty Fundacji
- Portal Informacyjny Orfeo, publikujący aktualności z życia operowego w Polsce, relacje i recenzje z wydarzeń kulturalnych, a także wywiady z ważnymi osobowościami życia muzycznego w Polsce. Portal prowadzony jest przez Tomasza Pasternaka.
- Festiwal im. Bogusława Kaczyńskiego, którego celem jest kontynuowanie tradycji popularyzowania sztuki operowej, operetkowej i musicalowej. Pierwsza edycja odbyła się w Białej Podlaskiej w 2019 roku, dyrektorem festiwalu jest Krzysztof Korwin-Piotrowski.

## „Złota Muszka" – Nagroda im. Bogusława Kaczyńskiego

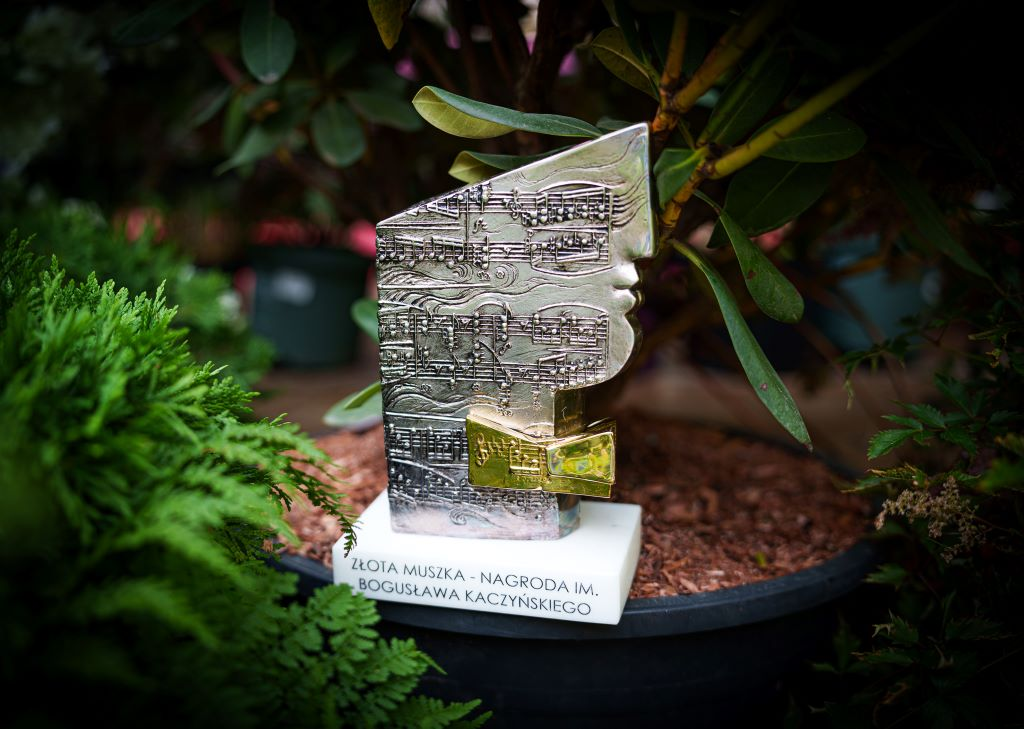
Złota Muszka. Nagroda im. Bogusława Kaczyńskiego © Marlena Pióro

Od 2019 roku Fundacja przyznaje „Złotą Muszkę” – Nagrodę im. Bogusława Kaczyńskiego za wybitne osiągnięcia w dziedzinie wokalistyki operowej i propagowanie najwyższych wartości kultury muzycznej na świecie. 
Statuetkę stanowi miniaturowa rzeźba z posrebrzanego brązu, z pozłacaną muszką i marmurową podstawą, na której wygrawerowane zostały fragmenty Poloneza As-dur op. 53, zwanego Heroicznym Fryderyka Chopina. 
Zaprojektowała ją profesor Hanna Jelonek, dziekan Wydziału Rzeźby Akademii Sztuk Pięknych w Warszawie.

Uhonorowane osoby:
- Aleksandra Kurzak (2019)[2][3]
- Piotr Beczała (2019)[4]
- Małgorzata Walewska (2021)[5][6]
- Ryszard Karczykowski (2022)[7]
- Grażyna Brodzińska (2023)[8]
- Izabela Kłosińska (2024)[9]